# Kavinia salmonea
Kavinia salmonea är en svampart som beskrevs av Boidin & Gilles 2000. Kavinia salmonea ingår i släktet Kavinia och familjen Lentariaceae.   Inga underarter finns listade i Catalogue of Life.